# Ronnie McCoury
Ronnie McCoury (York County (Pennsylvania), 16 maart 1967) is een Amerikaanse bluegrasszanger, -mandolinist, producent en songwriter.

## Biografie
McCoury werd al op jonge leeftijd blootgesteld aan bluegrass, omdat zijn vader zijn eigen band Del McCoury & The Dixie Pals had. Ronnie somt zijn muzikale invloeden op als Bill Monroe, David Grisman, Sam Bush, Jerry Douglas, Alan O'Bryant en The Osborne Brothers. Op 9-jarige leeftijd begon hij met vioollessen. Hij nam twee jaar les voordat hij de viool opgaf voor sport. Op 13-jarige leeftijd, nadat hij Bill Monroe had zien optreden, besloot hij de mandoline te proberen. Hij oefende zes maanden voordat zijn vader hem in 1981 uitnodigde om lid te worden van de Del McCoury Band. Hij werd uitgeroepen tot de mandolinespeler van het jaar van de International Bluegrass Music Association, acht opeenvolgende jaren van 1993-2000. McCoury studeerde in 1985 af aan de Susquehannock High School en in 2009 wonnen hij en zijn broer Rob allebei de Distinguished Alumni Award van de High School.
In 1995 brachten hij en zijn broer Rob McCoury een titelloze cd uit bij Rounder Records. In 1999 werkte hij samen met David Grisman om Mandolin Extravaganza bij het label Acoustic Disc uit te brengen. Deze cd werd genomineerd voor een Grammy Award en won ook «Instrumental Album of the Year» en «Recorded Event of the Year» tijdens de IBMA Awards Show in oktober 2000. Het jaar 2000 bracht ook McCoury's eerste solo-project Heartbreak Town met zich mee. Samen met leden van de Del McCoury Band werd het album ondersteund door optredens van Jerry Douglas, David Grisman, Bela Fleck en Stuart Duncan. Hij heeft ook opgenomen met een aantal artiesten, waaronder Garth Brooks, Jack Clement, Charley Pride, Crystal Gayle, Jeff Foxworthy en Martina McBride. Als producent heeft hij sinds 1996 de meeste van zijn vaders albums gecoproduceerd. Hij heeft ook The Bluegrass Extravaganza geproduceerd samen met David Grisman en Steve Earle. Hij coproduceerde The Mountain (album van Steve Earle) met Steve Earle.

## Privéleven
McCoury woont momenteel in Nashville (Tennessee). Hij is getrouwd met Allison Bliss en heeft twee zonen en een dochter.

## Discografie

### Solo opnamen
- 2000: Heartbreak Town (Rounder Records)

### Met Rob McCoury
- 1995: Ronnie & Rob McCoury (Rounder Records)

### Met TheDel McCoury Band
- 1992: Blue Side Of Town (Rounder Records)
- 1993: A Deeper Shade Of Blue (Rounder Records)
- 1996: The Cold Hard Facts (Rounder Records)
- 1999: The Family (Ceili Music)
- 2001: Del And The Boys (Ceili Music)
- 2003: It's Just the Night (McCoury Music)
- 2005: The Company We Keep (McCoury Music / Sugar Hill)
- 2006: The Promised Land (McCoury Music)
- 2008: Moneyland (McCoury Music)
- 2009: Family Circle (McCoury Music)
- 2011: American Legacies met Preservation Hall Jazz Band (McCoury Music)
- 2011: Old Memories: The Songs of Bill Monroe (McCoury Music)
- 2013: The Streets of Baltimore (McCoury Music)
- 2016: Del And Wood (McCoury Music)

### Als primaire bijdrager
- 1995: Various Artists: A Picture Of Hank: The New Bluegrass Way (Universal Music Group Nashville) - track 10, (I Heard That) Lonesome Whistle
- 2011: Audie Blaylock and Redline - I'm Going Back to Old Kentucky: A Bill Monroe Celebration (Rural Rhythm)

### Als gastmuzikant
- 1985: Del McCoury and the Dixie Pals -Sawmill (Rebel)
- 1985: Tony Trischka - Hill Country (Rounder)
- 1990: Del McCoury - Don't Stop The Music (Rounder)
- 1990: The Lynn Morris Band - The Lynn Morris Band (Rounder)
- 1994: Dolly Parton - Heartsongs: Live from Home' (Blue Eye / Columbia)
- 1995: David Olney - High, Wide And Lonesome (Philo / Rounder)
- 1995: Tamra Rosanes - Country Roots (Medley)
- 1996: Jeff Foxworthy - Crank It Up - The Music Album (Warner Bros. Records)
- 1996: John Hartford - Wild Hog in the Red Brush (Rounder)
- 1997: Jason Carter - On The Move (Rounder)
- 1997: Steve Earle - El Corazón (E-Squared Records / Warner Bros.)
- 1998: The GrooveGrass Boyz - GrooveGrass 101 (Reprise Records)
- 1998: Del McCoury, Doc Watson, Mac Wiseman - Mac, Doc & Del (Sugar Hill)
- 1999: Jimmy Tittle - Don't Follow Me Down (DixieFroh)
- 1999: Steve Earle And The Del McCoury Band - The Mountain (E-Squared Records / New West)
- 1999: Various Artists: Bluegrass Mandolin Extravaganza (Acoustic Disc) met Sam Bush, David Grisman, Jesse McReynolds, Bobby Osborne, Ricky Skaggs, Frank Wakefield, Buck White en Del McCoury
- 2000: Ricky Skaggs & Friends - Big Mon (The Songs Of Bill Monroe) (Skaggs Family Records)
- 2002: The Chieftains - Down the Old Plank Road: The Nashville Sessions (RCA Victor)
- 2002: Nitty Gritty Dirt Band - Will the Circle Be Unbroken, Volume III (Capitol Records)
- 2002: Siobhan Maher Kennedy - Immigrant Flower (BMG / Gravity)
- 2002: Various Artists - Christmas On The Mountain: A Bluegrass Christmas (Show Dog-Universal Music)
- 2003: David Grisman - Life of Sorrow (Acoustic Disc)
- 2004: Alecia Nugent - Alecia Nugent (Rounder)
- 2005: Charlie Daniels - Songs from the Longleaf Pines (Entertainment One Music / Blue Hat)
- 2005: Dierks Bentley - Modern Day Drifter (Capitol Records Nashville)
- 2005: The Gibson Brothers - Red Letter Day (Sugar Hill)
- 2005: Ronnie Bowman - It's Gettin' Better All The Time (Koch)
- 2006: Vince Gill - These Days (Universal Music Group Nashville)
- 2007: Charlie Daniels - Deuces (Entertainment One Music / Blue Hat)
- 2007: Ronnie Bowman - Cold Virginia Night (Rebel Records)
- 2009: Dierks Bentley - Feel That Fire (Capitol Nashville)
- 2009: Patty Loveless - Mountain Soul II (Saguaro Road)
- 2009: Michael Martin Murphey - Buckaroo Blue Grass (Rural Rhythm)
- 2009: Sara Watkins - Sara Watkins (Nonesuch Records)
- 2010: Dierks Bentley - Up on the Ridge (Capitol Records Nashville)
- 2010: Willie Nelson - Country Music (Rounder)
- 2011: Anna Ternheim - The Night Visitor (V2 Records)
- 2012: Preservation Hall Jazz Band - St. Peter & 57th St. (Rounder)
- 2013: Noam Pikelny - Noam Pikelny Plays Kenny Baker Plays Bill Monroe (Compass)
- 2013: Peter Rowan - The Old School (Compass)
- 2014: Leftover Salmon - The Nashville Sessions (LoS Records)
- 2014: Rodney Crowell - Tarpaper Sky (New West Records)
- 2015: The Gibson Brothers - Brotherhood (Rounder)
- 2016: Jeff White - Right Beside You (zelf uitgebracht)
- 2016: Loretta Lynn - Full Circle (Legacy Records)
- 2016: Frank Solivan - Family, Friends & Heroes (Compass Records)
- 2016: Jake Bugg - Hearts That Strain (Hearts That Strain)

- International Standard Name Identifier: 0000 0000 4325 0916
- Library of Congress Control Number: no00026905
- MusicBrainz: c2dd7b53-b8d6-45fe-a078-bf83a91300b0
- Nationale Bibliotheek van Israël: 987007404105305171
- Virtual International Authority File: 26605943
- WorldCat: E39PBJvmQdGX79fYcPYYgW3qQq